# Eishockey in Trier
Die Geschichte der teilnehmenden Mannschaften am Spielbetrieb der Sportart Eishockey in Trier, Rheinland-Pfalz beginnt 1984 mit dem ESV Trier, der in der Regionalliga spielte. Nach dessen Auflösung wurde 1990 der EHC Trier gegründet, der vier Spielzeiten an der 1. Liga Nord, der damals zweithöchsten Spielklasse teilnahm und 1998 in Konkurs ging. 1994 wurde der ESC Trier gegründet, der es in die Regionalliga schaffte und 2010 seinen Spielbetrieb einstellte. 2006 wurde der ESC Plätt Devils Trier gegründet, der heute unter dem Namen ESC Trier nur noch Freundschaftsspiele austrägt.
Die Eissporthalle in Trier wurde 2009 wegen Baufälligkeit geschlossen. Daher spielen die Mannschaften aus Trier seither in Bitburg. Die dort spielenden Eifel-Mosel-Bären verstehen sich als gemeinsame Mannschaft Bitburgs und Triers.

## Geschichte

### ESV Trier (1984 bis 1990)
Als erster Eishockeyverein wurde der ESV Trier im Jahre 1984 gegründet, der in den folgenden Jahren in der Regionalliga Mitte. 1987 erreichte der Verein erstmals die Qualifikationsrunde zur Oberliga Mitte, scheiterte dort aber am ERSC Karben und dem VERC Lauterbach. Auch 1989 belegte die Mannschaft lediglich den letzten Platz in der Qualifikation zur Oberliga Nord. Nach einem weiteren Jahr in der Regionalliga musste sich der ESV im Sommer 1990 aufgrund finanzieller Schwierigkeiten vom Spielbetrieb zurückziehen.

### EHC Trier (1990 bis 1998)
Als Nachfolger wurde der EHC Trier gegründet, welcher bereits in der Saison 1990/91 als Meister der Landesliga Rheinland-Pfalz/Saar in die Regionalliga Mitte aufsteigen konnte. 1993 wurde die Mannschaft Rheinland-Pfalz/Saar-Pokalsieger und Rheinland-Pfalz-Meister, im folgenden Jahr konnte sich der EHC in der Qualifikationsrunde zur Oberliga Nord für die damals dritthöchste Spielklasse qualifizieren. Großen Anteil an den Erfolgen des Vereins hatte der Mäzen und Geschäftsmann Günther Thiel, der den Club finanziell unterstützte. Dank seiner guten Geschäftsbeziehungen nach Osteuropa konnten auch immer wieder Spieler aus Russland oder der ehemaligen Tschechoslowakei für den Verein verpflichtet werden.
Mit der Einführung der Deutschen Eishockey Liga im Sommer 1994 wurde der EHC Trier in die zweitklassige 1. Liga Nord eingeteilt und sicherte sich in der ersten Saison mit dem zehnten Platz den Klassenerhalt. 1995 gewann die Mannschaft erneut die Rheinland-Pfalz-Meisterschaft, konnte im nachfolgenden Spieljahr 1995/96 den Abstieg aus der 1. Liga allerdings erst in der Relegationsrunde abwenden. Der Höhepunkt in der Vereinsgeschichte des EHC war schließlich das Erreichen des Play-off-Achtelfinales um die deutsche Amateur-Meisterschaft in der Saison 1996/97 gegen den bayerischen Vertreter EC Bad Tölz, das in fünf Spielen verloren ging. Der Play-off-Runde war zuvor ein sechster Platz in der Liga-Hauptrunde vorausgegangen. Am 18. März 1998 kam schließlich zwei Wochen vor Ablauf der Saison 1997/98 wegen zu hoher Schulden und dem daraus resultierenden Konkurs das vorzeitige Aus für den EHC Trier.

### ESC Trier (1994 bis 2006)
Der ESC Trier wurde 1994 neben dem EHC Trier gegründet und spielte anfangs in der Landesliga Rheinland-Pfalz. Mit dem Konkurs des EHC im März 1998, wechselten einige Spieler der aufgelösten Mannschaft zur Saison 1998/99 zu den „Huskys“, die schließlich 1999 den Aufstieg in die Regionalliga Hessen/Rheinland-Pfalz schafften. Dort gehörte der ESC Trier zu den stärksten Mannschaften und spielte dabei auch gegen den ehemaligen Oberligisten SC Mittelrhein-Neuwied.
Zur Saison 2001/02 wechselte der ESC Trier als Gastverein in den Landesverband Nordrhein-Westfalen, wo er in die tiefklassigere, aber qualitativ hochwertiger einzuschätzende Landesliga NRW eingeteilt wurde. In der ersten Saison belegte die Mannschaft den 3. Platz, die darauffolgende Saison wurde als Fünfter abgeschlossen. In der Saison 2003/04 stieg der ESC Trier in die in der Zwischenzeit als fünfte Spielklasse eingeführte Verbandsliga NRW auf. In der Vorrunde belegten die „Huskys“ den 4. Platz, der zur Teilnahme an der Relegationsrunde zur Regionalliga NRW, dem so genannten Regionalligapokal NRW, berechtigte. In dieser Runde belegte der ESC Trier allerdings lediglich den achten und letzten Platz.
Ab der Spielzeit 2004/05 verstärkte sich der ESC Trier personell und belegte daraufhin den 1. Platz in der Verbandsliga NRW. In der daraufhin folgenden Relegationsrunde wurde ebenfalls der 1. Platz belegt, womit sich der ESC als Regionalligapokal-Sieger die sportliche Qualifikation zur viertklassigen Regionalliga NRW sicherte. In der Saison 2005/06, dem ersten Jahr in der Regionalliga, belegte der ESC Trier den 10. Platz in der Hauptrunde. In der Relegationsrunde wurde schließlich der 3. Platz und somit die sportliche Qualifikation erreicht.

### ESC Trier und ESC Plätt Devils Trier (seit 2006)
In der Saison 2006/07 belegte der ESC Trier den 8. Platz in der Hauptrunde und sicherte die Klasse erneut durch einen dritten Platz in der Relegation. In der Saison 2007/08 meldete der ESC Trier nach der von der Stadt am 26. November 2007 mitgeteilten sofortigen Schließung der Eissporthalle aus Sicherheitsgründen seine Mannschaft vom Spielbetrieb der Regionalliga ab. Nach der Wiedereröffnung der Halle im Dezember 2007 scheiterte der Versuch, den Spielbetrieb mit der Mannschaft im Regionalliga-Pokal fortzusetzen. In der Saison 2008/09 nahm der ESC Trier mit der Seniorenmannschaft aus finanziellen Gründen nicht am Spielbetrieb teil.
Bereits im September 2005 hatte sich der Amateurverein ESC Plätt Devils Trier gegründet. Ab 2006 spielte dieser für vier Spielzeiten in der Rheinland-Pfalz-Liga (auch Landesliga RLP oder Regionalliga RLP). Ab 2007 stellten die Plätt Devils in Kooperation mit dem ESV Bitburg eine Frauenmannschaft namens Iceangels, die erst in der Landesliga Hessen, ab 2008 dann zwei Spielzeiten in der Landesliga NRW spielte.
In der Saison 2009/10 kam es in der sogenannten Regionalliga Rheinland-Pfalz zum Derby zwischen den beiden Trierer Vereinen. Der ESC beendete die Saison auf Platz 3, die Plätt Devils als Siebter von acht Mannschaften. Vor der Saison wurde jedoch die Trierer Eishalle endgültig geschlossen, so dass beide Clubs ihre Spielzeit in Bitburg absolvieren mussten.

### Nach Schließung der Eishalle
Nach der Schließung der Trierer Eishalle blieb den Trierer Eishockeyspielern nur noch das Ausweichen in die etwa 30 Kilometer entfernte Eishalle in Bitburg. Ein Teil der Spieler schloss sich dem ESV Bitburg an. Auch dessen 2014 gegründete Nachfolger – der Bitburger ESV – versteht sich als Eifel-Mosel Bären als Vertreter Bitburgs und Triers. In der Saison 2018/19 spielen die Eifel-Mosel Bären in der Hessenliga.
Der ESC Plätt Devils Trier nannte sich Anfang 2011 in Eishockey Sport Club (ESC) Trier um. Außer zwei Spielzeiten in der Bezirksliga Rheinland-Pfalz (2011 bis 2013) werden jedoch nur noch Freundschaftsspiele mit Spielort Bitburg ausgetragen.

## Spielerrekorde

### ESC Trier
| Platz | Spieler           | Spiele |
| ----- | ----------------- | ------ |
| 1.    | Marco Hillgärtner | 190    |
| 2.    | Ronny Hähnel      | 179    |
| 3.    | Udo Schön         | 159    |

| Platz | Spieler      | Punkte | Tore | Assists |
| ----- | ------------ | ------ | ---- | ------- |
| 1.    | Udo Schön    | 326    | 128  | 198     |
| 2.    | Anton Bauer  | 242    | 115  | 127     |
| 3.    | Ronny Hähnel | 208    | 124  | 84      |

| Platz | Spieler      | Strafminuten |
| ----- | ------------ | ------------ |
| 1.    | Ronny Hähnel | 656          |
| 2.    | Thomas Barth | 578          |
| 3.    | Udo Schön    | 540          |

| Platz | Spieler         | Punkte/Spiel |
| ----- | --------------- | ------------ |
| 1.    | Kevin Saville   | 3,03         |
| 2.    | Ondrej Viktorin | 2,71         |
| 3.    | Robert Stampfer | 2,55         |

## Platzierungen

### ESC Trier
| Saison  | Liga                                | Hauptrunde               | Meister- bzw. Relegationsrunde  |
| ------- | ----------------------------------- | ------------------------ | ------------------------------- |
| 1998/99 | Rheinland-Pfalz/Hessen-Liga         |                          |                                 |
| 1999/00 | Regionalliga Hessen/Rheinland-Pfalz | 4. Platz                 | 5. Platz Meisterrunde           |
| 2000/01 | Regionalliga Hessen/Rheinland-Pfalz | 3. Platz                 | 3. Platz Meisterrunde           |
| 2001/02 | Landesliga NRW Gruppe 1             | 3. Platz                 | 11. Platz Meisterrunde          |
| 2002/03 | Landesliga NRW                      | 5. Platz                 | –                               |
| 2003/04 | Verbandsliga NRW                    | 4. Platz                 | 8. Platz Regionalliga-Pokal NRW |
| 2004/05 | Verbandsliga NRW                    | 1. Platz                 | 1. Platz Regionalliga-Pokal NRW |
| 2005/06 | Regionalliga NRW                    | 10. Platz                | 3. Platz Regionalliga-Pokal NRW |
| 2006/07 | Regionalliga West                   | 8. Platz                 | 3. Platz Regionalliga-Pokal NRW |
| 2007/08 | Regionalliga NRW                    | Spielbetrieb eingestellt | Spielbetrieb eingestellt        |
| 2008/09 | –                                   | –                        | –                               |
| 2007/08 | Regionalliga Rheinland-Pfalz        | 3. Platz                 |                                 |

### ESC (Plätt Devils) Trier
| Saison  | Liga                         | Platzierung |
| ------- | ---------------------------- | ----------- |
| 2006/07 | Rheinland-Pfalz-Liga         | 5. Platz    |
| 2007/08 | Rheinland-Pfalz-Liga         | 6. Platz    |
| 2008/09 | Rheinland-Pfalz-Liga         | 3. Platz    |
| 2009/10 | Regionalliga Rheinland-Pfalz | 7. Platz    |
| 2010/11 | –                            | –           |
| 2011/12 | Bezirksliga Rheinland-Pfalz  | 3. Platz    |
| 2012/13 | Bezirksliga Rheinland-Pfalz  | 2. Platz    |

## Fans
Die Fans in der Trierer Eishockey-Szene gelten als besonders reiselustig. Selbst in der fünftklassigen Verbandsliga NRW reisten über 200 Trierer Fans zum Auswärtsspiel nach Bergisch Gladbach. Zu den Fans gehören vereinzelte Gruppierungen, wie der Fanclub „Blueliners“, die „Trommler“, die „Deutschland-Mützen“ und die „Mosel-Huskys“.